# 嘎白塔及古渡口
嘎白塔及古渡口，位于中国青海省称多县拉布乡拉达村，为第八批青海省文物保护单位，公布日期为2008年4月10日，类型为古遗址。
嘎白塔及古渡口的历史年代为唐（始建）。